# Joseph Otwori
Joseph Otwori (20 gennaio 1969 – 30 agosto 2006) è stato un mezzofondista e maratoneta keniota.

## Palmarès
| Anno | Manifestazione    | Sede      | Evento        | Risultato | Prestazione | Note                          |
| ---- | ----------------- | --------- | ------------- | --------- | ----------- | ----------------------------- |
| 1987 | Mondiali di cross | Varsavia  | Corsa U20     | 13º       | 23'13"      |                               |
| 1987 | Mondiali di cross | Varsavia  | A squadre     | Argento   | 20 p.       |                               |
| 1991 | Universiadi       | Sheffield | 10000 m piani | Bronzo    | 28'18"91    | Miglior prestazione personale |
| 1993 | Universiadi       | Buffalo   | 10000 m piani | 5º        | 28'22"68    |                               |

## Altre competizioni internazionali[2]
1990
- 19º alla Maratona di Tokyo ( Tokyo) - 2h22'51"

1994
- 7º alla Gold Coast Marathon ( Gold Coast) - 2h18'17"

1995
- 40º alla Maratona di Fukuoka ( Fukuoka) - 2h20'25"

1997
- Bronzo alla Maratona di Sapporo ( Sapporo) - 2h16'33"

1999
- 10º alla Maratona di Tokyo ( Tokyo) - 2h16'57"

2000
- 20º alla Maratona di Tokyo ( Tokyo) - 2h18'53"